# Икар Монгольфье Райт
«Икар Монгольфье Райт» (англ. Icarus Montgolfier Wright) — анимационная экранизация одноимённого рассказа Рэя Брэдбери, созданная с помощью акварельных красок. Рассказ «Икар Монгольфье Райт» вышел в свет в 1956 году. Давний друг Брэдбери, иллюстратор Джозеф Маньяни работал над экранизацией бесплатно, создав за год сотни цветных акварелей.

## Сюжет
Пилот ракеты Джедедия Прентис спит и набирается сил перед первой экспедицией на Луну. Во сне он вспоминает другие знаменитые полёты в истории человечества, представляя себя поочерёдно: мифическим Икаром, поднявшимся в воздух на искусственных крыльях, одним из братьев Монгольфье, изобретателей воздушного шара, и одним из братьев Райт, создателей самолёта. Джедедия ощущает извечную для человечества жажду полёта и предвкушение победы над силой притяжения Земли.

## Создатели
- Оригинальный сюжет Рэя Брэдбери
- Авторы сценария Рэй Брэдбери и Джордж Клэйтон Джонсон
- Продюсер Жюль Энгель
- Режиссёр Осмонд Эванс
- Иллюстрации Джо Мугнаини
- План производства Рэй Тёрсби
- Операторы Джек Экес, Билл Котлер
- Монтаж Джозеф Сиракуса
- Исполнительный продюсер Герберт Клинн

## Роли озвучивали
- Джеймс Уитмор
- Росс Мартин

## Номинации и премии
В 1962 году номинировался на премию «Оскар» как лучший короткометражный фильм.